# Pseudonoorda brunneifusalis
Pseudonoorda brunneifusalis is een vlinder uit de familie van de grasmotten (Crambidae). De wetenschappelijke naam van deze soort is voor het eerst voorgesteld als Clupeosoma brunneifusalis door George Francis Hampson in een publicatie uit 1917.

## Verspreiding
De soort komt voor in Indonesië (Papoea) en op de Solomonseilanden.

## Ondersoorten
- Pseudonoorda brunneifusalis brunneifusalis (Hampson, 1917)
- Pseudonoorda brunneifusalis iridescens (Whalley, 1962) (de Solomonseilanden)